# Piedra Negra

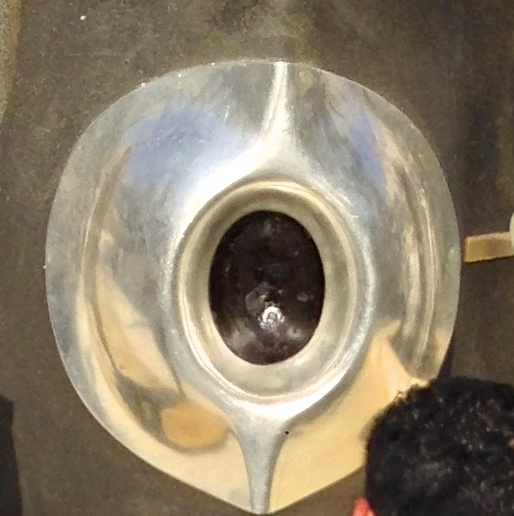
La Piedra Negra vista a través de un portal en la Kaaba.

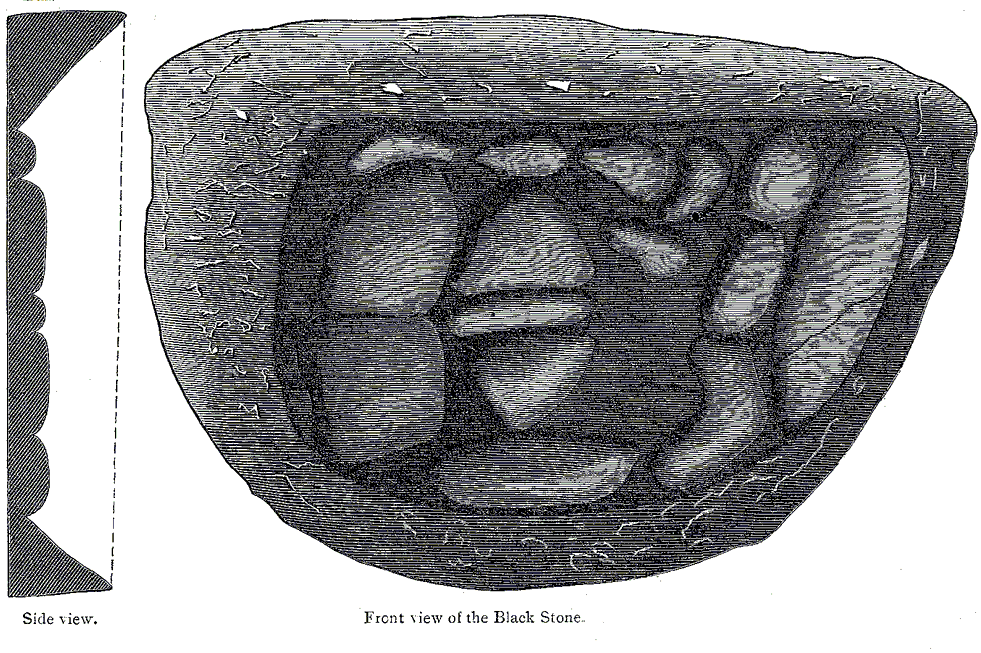
Ilustración de frente y costado.

La Piedra Negra (llamada الحجر الأسود, al-Hayar-ul-Aswad en árabe) es una reliquia musulmana, que según la tradición islámica se remonta a los tiempos de Adam (Adán) y Hawa (Eva). Es considerada por los musulmanes como una piedra del Paraíso. Se encuentra en la esquina oriental de la Kaaba, el edificio cúbico de piedra hacia el que los musulmanes se orientan para orar, en el centro de la Gran Mezquita en La Meca, Arabia Saudí. La piedra es de unos 30 cm de diámetro y está situada 1,5 metros por encima del suelo.
Cuando los peregrinos circunvalan la Kaaba siete veces, como parte del ritual del Hajj Tawaf, muchos de ellos intentan, si es posible, detenerse y besar la Piedra Negra, emulando el beso que le dio el profeta Mahoma. La Piedra Negra es, según la tradición, un meteorito que el arcángel Gabriel (Yibril) entregó a Abraham (Ibrahim). De acuerdo a las creencias islámicas, descendió a la tierra más blanca que la leche, pero los pecados de los hijos de Adam (Adán) la volvieron negra. Asimismo, según la tradición, Ibrahim (Abraham) y su hijo Ismael (Ismail) la colocaron en la esquina oriental cuando terminaron de construir la nueva Kaaba.
La piedra se rompió en varios pedazos debido al calor provocado durante un incendio en el año 683. Las piezas están unidas por un marco de plata, que cierra con clavos de plata. La piedra fue robada por la secta de los cármatas en 930 y restituida veinte años después.
En términos científicos, su origen natural ha sido muy discutido. Se ha descrito como una piedra de basalto, ágata, como una pieza natural de vidrio o como un meteorito; esta última opción, la del meteorito, es la más popular y extendida. A principios del siglo XXI, el Museo de Historia Natural de Londres descartó la posibilidad de que se tratara de un meteorito, decantándose por su origen terrestre.

## Historia
La Piedra Negra era objeto de reverencia como betilo mucho tiempo antes de que Mahoma empezara a predicar el Islam. Durante largo tiempo se la había asociado con la Kaaba, que fue construida en el período preislámico y que era un lugar de peregrinaje de los nabateos que visitaban el santuario una vez al año para realizar su peregrinaje. La Kaaba tenía en su interior 360 ídolos de los dioses de La Meca. Las culturas semitas del Medio Oriente tenían la tradición de usar piedras inusuales para señalar lugares de culto, un fenómeno que se refleja tanto en la Biblia hebrea como en el Corán, si bien los actos de postrarse ante tales objetos sagrados o besarlos son descritos repetidamente en el Tanaj como idolatría y eran reprochados por los profetas. La teoría del meteorito sobre el origen de la Piedra Negra ha sido comparada por algunos escritores con el meteorito que fue puesto y adorado en el Templo de Artemisa.
La Kaaba se ha asociado con los ritos de fertilidad de Arabia. Si bien algunos autores occidentales han comentado sobre la aparente similitud del marco que rodea a la Piedra Negra con la vulva, este marco se colocó sobre la Piedra Negra para mantener unidos los fragmentos solo después de que se rompió la piedra original.
Una "piedra roja" estaba asociada con la deidad de la ciudad de Ghaiman, en el sur de Arabia, y había una "piedra blanca" en la Kaaba de al-Abalat (cerca de la ciudad de Tabalah, al sur de La Meca). La adoración en ese período de tiempo a menudo se asociaba con la reverencia a la piedra, las montañas, formaciones rocosas especiales o árboles distintivos. La Kaaba marcaba el lugar donde el mundo sagrado se cruzaba con lo profano, y la Piedra Negra incrustada era un símbolo más de esto como un objeto que servía de vínculo entre el cielo y la tierra. El historiador sirio Aziz Al-Azmeh afirma que el término "Al-Rahman", también usado para una deidad, se usaba para referirse a dioses astrales en La Meca y podría haber estado asociado con la Piedra Negra. Se dice que Mahoma llamó a la piedra "la mano derecha de al-Rahman". También se cree que la piedra estaba asociada con la diosa Allat.

### Mahoma
La tradición islámica atribuye a Mahoma haber puesto la Piedra Negra en el lugar actual del muro de la Kaaba. Una historia que se encuentra en el Sirah Rasul Allah de Ibn Ishaq describe cómo los clanes de La Meca renovaron la Kaaba después de un gran incendio que destruyó parcialmente la estructura. La Piedra Negra se había retirado temporalmente para facilitar el trabajo de reconstrucción. Los clanes no pudieron ponerse de acuerdo sobre cuál de ellos debería tener el honor de volver a colocar la Piedra Negra en su lugar. Decidieron esperar a que un hombre entrara por la puerta, a quien le pedirían que tomara la decisión. Tal persona resultó ser Mahoma, de 35 años, cinco años antes del comienzo de su tiempo como profeta. 
Siguiendo la leyenda, Mahoma habría pedido a los ancianos de los clanes que le trajeran un paño y pusieran la Piedra Negra en su centro. Cada uno de los líderes del clan sostuvo las esquinas de la tela y llevó la Piedra Negra al lugar correcto. Luego, Mahoma puso la piedra en su lugar, satisfaciendo el honor de todos los clanes. Después de haber conquistado La Meca en 630, se dice que Mahoma dio la vuelta a la Kaaba siete veces en su camello, tocando la Piedra Negra con su bastón en un gesto de reverencia.

### Profanaciones
La Piedra ha sufrido repetidas profanaciones y daños a lo largo del tiempo. Se dice que, durante el asedio de La Meca por parte del califato omeya en 683, una piedra disparada desde una catapulta la golpeó y la rompió. Los fragmentos fueron reunidos por el califa Abd Allah ibn al-Zubayr usando un ligamento de plata. En enero de 930, fue robada por los cármatas, que se llevaron la Piedra Negra a su base en Hayar (la actual Arabia Oriental). Según el historiador otomano Qutb al-Din, escribiendo en 1857, el líder cármata Abu Tahir al-Jannabi instaló la Piedra Negra en su propia mezquita, la Másyid al-Dirar, con la intención de desviar el hach (la peregrinación de los musulmanes) fuera de La Meca. Esta idea fracasó, pues los peregrinos continuaron venerando el lugar donde había estado la Piedra Negra.
Según el historiador al-Juwayni, la Piedra fue devuelta veintitrés años después, en 952. Los cármatas retuvieron la Piedra Negra para pedir un rescate y obligaron a los abasíes a pagarles una enorme suma por su devolución. Fue envuelta en un saco y arrojada a la Mezquita de los Viernes de Kufa, acompañada de una nota que decía "Por órdenes la tomamos y por órdenes la hemos traído de vuelta." Su remoción y rapto causó más daños, rompiendo la piedra en siete pedazos. Se dice entre los musulmanes que el autor del robo, Abu Tahir, tuvo un destino terrible. Según Qutb al-Din, "el inmundo Abu Tahir sufrió una llaga gangrenosa, su carne fue devorada por gusanos y tuvo una muerte terrible". Para proteger la piedra rota, los custodios de la Kaaba encargaron a un par de orfebres de La Meca que construyeran un marco de plata para rodearla, y desde entonces ha estado guardada en un marco similar.
En el siglo XI, un hombre presuntamente enviado por el califa fatimí al-Hákim bi-Amr Allah intentó romper la Piedra Negra, pero fue asesinado en el acto, causando solo daños leves. En 1674, según Johann Ludwig Burckhardt, alguien supuestamente untó la Piedra Negra con excrementos para que "todos los que la besaran se retiraran con la barba manchada". Según una creencia arcaica sunita, debido a la acusación de un niño, un persa de una fe desconocida fue acusado como sospechoso de tal sacrilegio, y los sunitas de La Meca "han usado la circunstancia en beneficio propio" asaltando y golpeando a los “persas” chiitas al azar y prohibiéndoles el Hach hasta que la prohibición fue revocada por orden de Muhammad Ali. El explorador Sir Richard Francis Burton señaló sobre la supuesta profanación con excrementos que "apenas si es necesario decir que un chiita, igualmente que un sunita, contemplaría tal acción con vivo horror", y que el verdadero culpable debía ser "algún judío o cristiano, que arriesgó su vida para satisfacer un fanatismo furioso".  
Burton señaló al sospechoso como "judío o griego". El "griego" en esta frase ha de entenderse como un cristiano y no como un ciudadano griego per se.

## Papel ritual

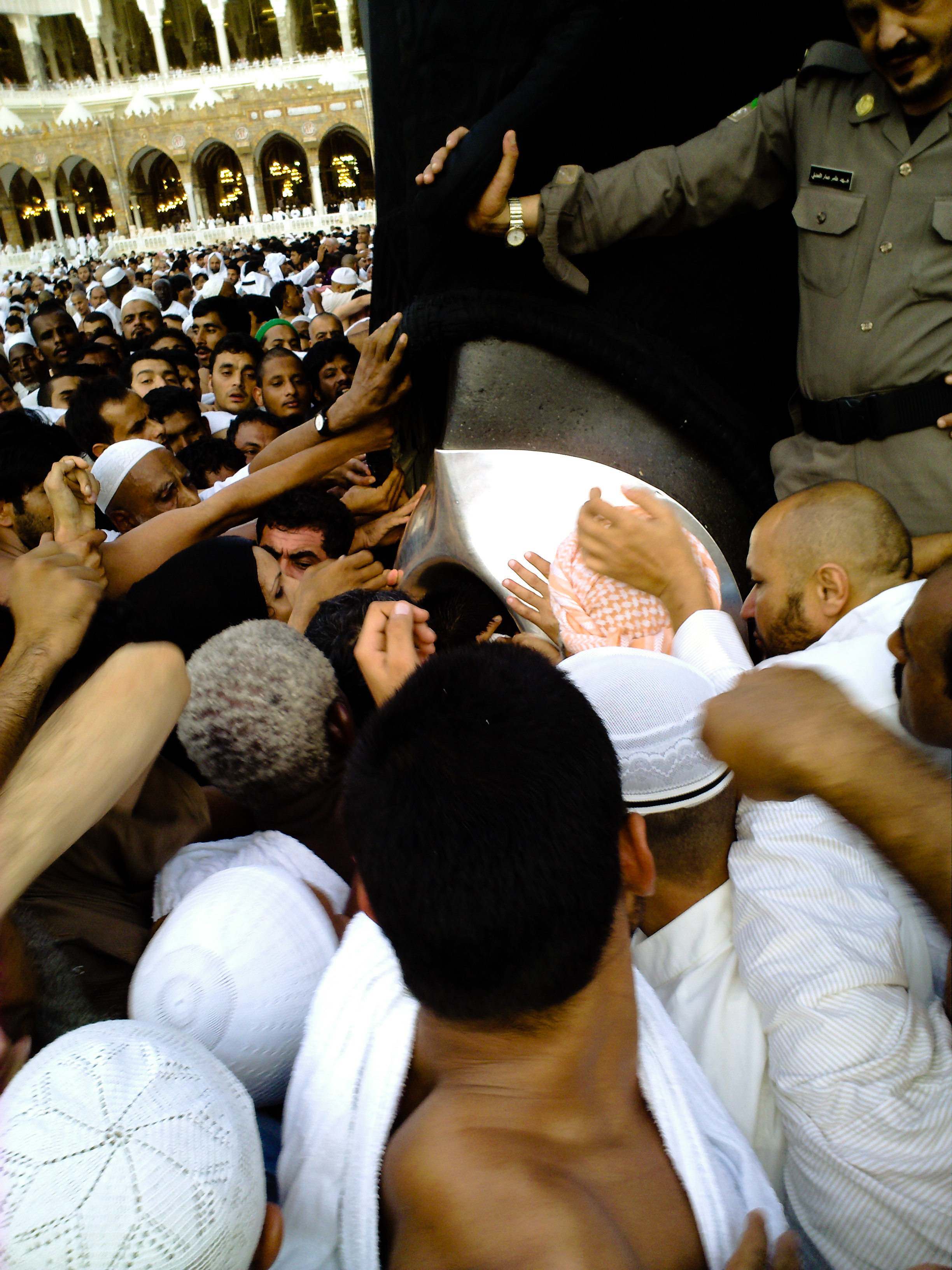
Peregrinos se disputan la oportunidad de besar la Piedra Negra; si no pueden besarla, pueden señalarla con su mano derecha en cada circuito

La Piedra Negra juega un papel central en el ritual del istilam, durante el cual los peregrinos besan la Piedra Negra, la tocan con sus manos o levantan sus manos hacia ella mientras repiten el takbir, "Dios es el más grande". Hacen esto mientras caminan siete veces alrededor de la Kaaba en dirección contraria a las agujas del reloj (tawaf), emulando las acciones de Mahoma. Al final de cada circuito, hacen el istilam y pueden acercarse a la Piedra Negra para besarla al final del tawaf. Actualmente, las grandes multitudes hacen que sea prácticamente imposible que cada persona pueda besar la piedra, por lo que es aceptable señalar con la mano en dirección de la Piedra en cada uno de los siete circuitos alrededor de la Kaaba. Algunos incluso dicen que es mejor considerar a la Piedra simplemente como un marcador, útil para llevar la cuenta de las circunvalaciones rituales que se han realizado.

En Dawn in Madinah: A Pilgrim's Progress (Amanecer en Medina: El progreso de un peregrino), el académico paquistaní-canadiense Muzaffar Iqbal describió su experiencia de venerar la Piedra Negra durante una peregrinación a La Meca:
Al final de la segunda [circunvalación de la Kaaba], se me concedió uno de esos momentos extraordinarios que a veces ocurren alrededor de la Piedra Negra. Cuando me acerqué a la esquina, la gran multitud fue repentinamente empujada hacia atrás por un hombre fuerte que acababa de besar la Piedra Negra. Este empujón generó una corriente de retrocesos, creando una abertura momentánea alrededor de la Piedra Negra cuando llegué a ella. Rápidamente aproveché la oportunidad recitando, Bismillahi Allahu akbar wa lillahi-hamd ["En el nombre de Dios, Dios es grande, alabado sea Dios"], puse mis manos sobre la Piedra Negra y la besé. Miles de líneas plateadas brillaron, la Piedra brilló y algo se agitó profundamente dentro de mí. Pasaron unos segundos. Luego, el guardia me empujó.
La Piedra Negra y la esquina opuesta de la Kaaba, al-Rukn al-Yamani, a menudo son perfumadas por los custodios de la mezquita. Esto puede causar problemas a los peregrinos en el estado de ihram ("consagración"), a quienes se les prohíbe usar productos perfumados y tendrán que hacer una kaffara (donación) como penitencia si tocan alguna de las dos.

## Significado y simbolismo

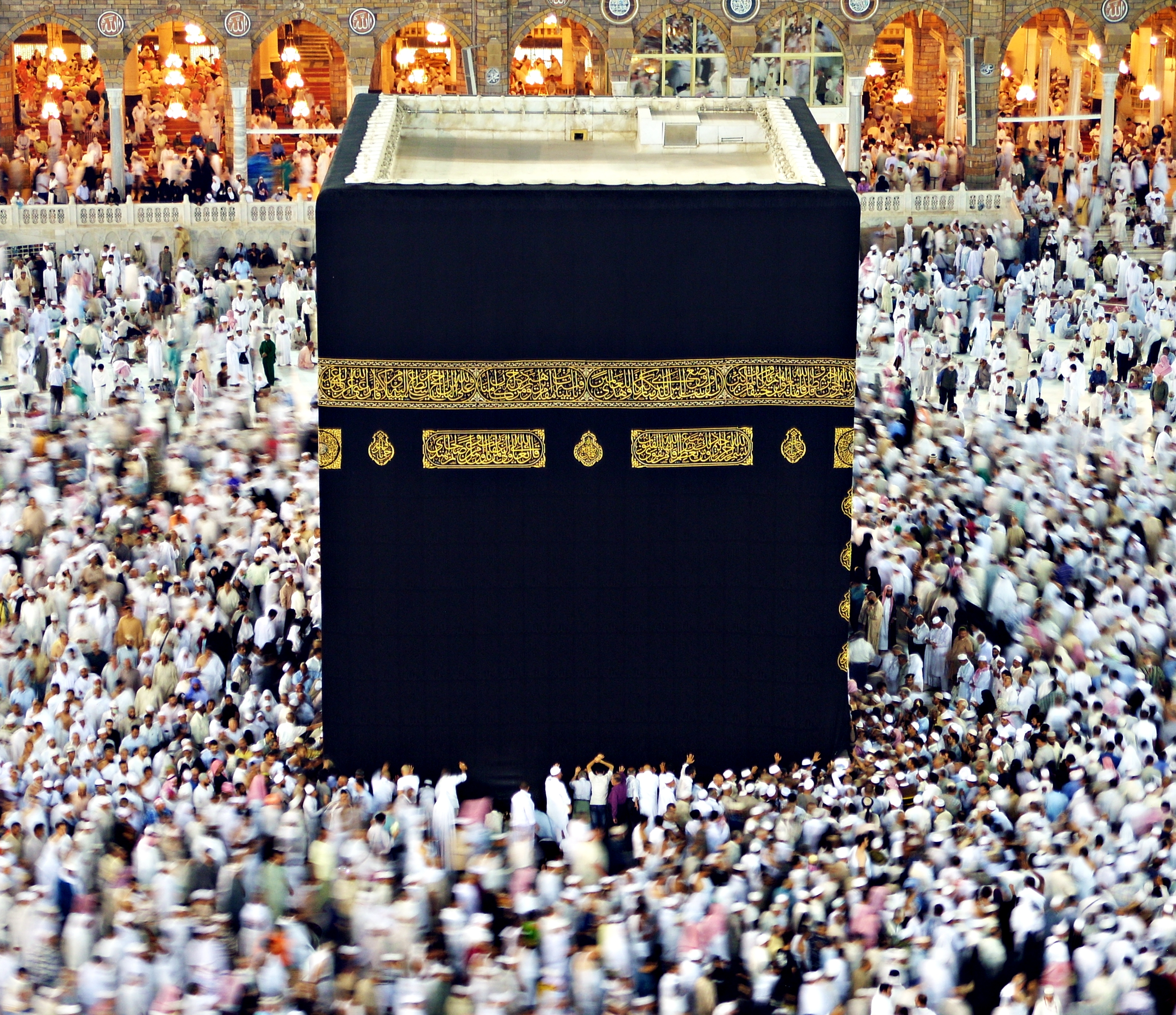
Peregrinos rodeando la mezquita de la piedra negra según uno de los principios del Islam.

La tradición islámica sostiene que la Piedra Negra cayó del Yanna (paraíso) para mostrar a Adán y Eva dónde construir un altar, convirtiéndose en el primer templo de la Tierra. Los musulmanes creen que la piedra era originalmente de un blanco puro y deslumbrante, pero desde entonces se ha vuelto negra debido a los pecados de las personas que la tocan. Se considera que su color negro simboliza la virtud espiritual esencial del desapego y la pobreza por Dios (faqr) y la extinción del ego requerida para progresar hacia Dios (qalb).
Según una tradición profética, "Tocarlas a ambas (la Piedra Negra y la al-Rukn al-Yamani) es una expiación por los pecados". Se dice que el altar de Adán y la piedra se perdieron durante el Diluvio de Noé y se olvidaron. Se dice que Ibrahim (Abraham) encontró más tarde la Piedra Negra en el lugar original del altar de Adán cuando el ángel Jibrail se la reveló. Ibrahim ordenó a su hijo Ismael, que según la creencia musulmana es un antepasado de Mahoma, que construyera un nuevo templo, la Kaaba, en el que se incrustaría la piedra. Otra tradición afirma que la Piedra Negra fue originalmente un ángel que Dios había colocado en el Jardín del Edén para proteger a Adán. El ángel estaba ausente cuando Adán comió la fruta prohibida y fue por ello castigado convirtiéndolo en una joya: la Piedra Negra. Dios le otorgó el poder del habla y lo colocó en la cima de Abu Qubays, una montaña en la región histórica de Jorasán, antes de trasladar la montaña a La Meca. Cuando Ibrahim se llevó la Piedra Negra del monte Abu Qubays para construir la Kaaba, la montaña le habría pedido a Ibrahim que intercediera ante Dios para que no fuera devuelta a Jorasán y permaneciera en La Meca.
Según algunos académicos, la Piedra Negra era la misma piedra que la tradición islámica describe saludando a Mahoma antes del comienzo de su tiempo como profeta. Esto llevó a un debate sobre si el saludo de la Piedra Negra se refería a habla real o simplemente a un sonido, y luego, si la piedra era una criatura viviente o un objeto inanimado. Cualquiera que fuera el caso, se consideró que la piedra era un símbolo del rol de ser profeta.
Un hadiz describe que, cuando el segundo califa Umar ibn al-Jattab (580-644) fue a besar la piedra, dijo delante de todos los reunidos: "Sin duda, sé que eres una piedra y no puedes dañar a nadie ni beneficiar a nadie. Si no hubiera visto al Mensajero de Alá [Mahoma] besándote, no te habría besado." En la colección de hadices Kanz al-Ummal, se describe que Alí respondió a Umar, diciendo: "Esta piedra (Hayar Aswad) de hecho puede beneficiar y dañar ... Alá dice en el Corán que creó a los seres humanos a partir de la progenie de Adán y les hizo testigos y les preguntó: "¿No soy yo tu creador?" Sobre esto, todos lo confirmaron. Así, Alá escribió esta confirmación. Y esta piedra tiene un par de ojos, oídos y una lengua y abrió su boca por orden de Alá, quien puso esa confirmación en ella y ordenó presenciarla a todos los adoradores que vienen para el Hach."

Muhammad Labib al-Batanuni, escribiendo en 1911, comentó sobre esta práctica que la costumbre preislámica de venerar piedras (incluida la Piedra Negra) surgió no porque esas piedras fuesen "sagradas por sí mismas, sino por su relación con algo santo y respetado." El académico islámico indio Muhammad Hamidullah resumió el significado de la Piedra Negra:
[E]l Profeta ha llamado a la (Piedra Negra) la "mano derecha de Dios" (yamin-Alá), y con un propósito. De hecho, allí se posa la mano para concluir el pacto, y Dios obtiene allí nuestro pacto de lealtad y sumisión. En la terminología coránica, Dios es el rey, y ... en (su) reino hay una metrópoli (Umm al-Qurra) y en la metrópoli, naturalmente, un palacio (Bait-Alá, hogar de Dios). Si un sujeto quiere dar testimonio de su lealtad, debe ir al palacio real y dar personalmente el pacto de lealtad. La mano derecha del Dios invisible debe ser visible simbólicamente. Y eso es al-Hajar al-Aswad, la Piedra Negra en la Kaaba.
En los últimos años han surgido varias perspectivas literalistas sobre la Piedra Negra. Una pequeña minoría acepta como literalmente verdadero un hadiz, generalmente tomado como alegórico, que afirma que "la Piedra aparecerá en el Día del Juicio (Qiyamah) con ojos para ver y lengua para hablar, y dará testimonio a favor de todos los que la besaron con verdadera devoción, pero hablará en contra de quien se entregó a chismes o conversaciones profanas durante su circunvalación de la Kaaba."